# ویدیوت جاموال
ویدیوت جاموال (به انگلیسی: vidyut jammwal) (زاده ۱۰ دسامبر ۱۹۸۰) رزمی کار و بازیگر و مدل هندی & که بیشتر به خاطر حضور در فیلم‌های بالیوودی شناخته می‌شود. همچنین وی در صنعت کالیوود و تالیوود نیز فعالیت دارد. آموزش دیده هنرهای رزمی باستانی هند (Kalaripayattu) از سه سالگی می‌باشد. همچنین جاموال سبک رزمی جوجیتسو را نیز آموزش دیده و در رشتهٔ ژیمناستیک در سطح ملی شناخته شده‌است. او همچنین در سال ۲۰۲۱ جزو ۱۰ هنرمند برتر رزمی کار نام برده شده‌است که رتبه بعد از بروس لی و جکی چان می‌باشد.
از فیلم‌های معروف او می‌توان به بازی در مجموعه فصل‌های  کماندو و خداحافظ اشاره کرد.

## زندگی شخصی
جاموال در خانواده‌ای با دو فرزند به دنیا آمد. پدرش افسر ارتش بود و به همین علت به‌طور مداوم در حال تغییر مکان زندگی بودند.
از سه سالگی، وقتی در شهر Palakkad زندگی می‌کرد، به تشویق مادرش برای یادگیری هنرهای رزمی باستانی هند (Kalaripayattu) به معبدی در آن شهر می‌رفت و چند سال در آن جا آموزش دید. وی همچنین با سبک جوجیتسو و ژیمناستیک آشنایی کامل دارد؛ به طوری که در سکانس‌های اکشن فیلم‌هایش به وفور حرکات تلفیقی این سه سبک رزمی دیده می‌شود.
جاموال بعد از این که هنرهای رزمی را آموخت، به بیش از ۲۵ کشور مختلف سفر کرد و در اجراها و نمایش‌های زنده به تبلیغ و آموزش Kalaripayattu پرداخت.
به دنبال راه یافتن به سینما، جاموال، در سال ۲۰۰۸ به مومبای رفت. مدتی در آنجا مشغول کار مدلینگ شد و بالاخره در تست بازیگری فیلم force محصول ۲۰۱۱ بالیوود، توانست از میان صدها داوطلب نقش مقابل جان آبراهام را بگیرد. بعدها نیز جایزهٔ بهترین بازیگر تازه‌وارد جشنواره " Filmfare Award " را به خاطر حضور در این فیلم کسب کرد. شروتی سینکهارنیا دوست دختر ۱۷ساله ویدیوت جاموال است آنها به زودی ازدواج می‌کنند

## زندگی حرفه‌ای
به جهت توانایی‌هایی که وی در هنرهای رزمی داشت، توانست در ژانر اکشن بدرخشد؛ هر چند اوایل به عنوان کاراکتر اصلی در فیلم‌ها حضور نداشت و بیشتر به عنوان شخصیت منفی، مقابل قهرمان فیلم قرار می‌گرفت؛ ولی بعد از فیلم commando (محصول ۲۰۱۳)، که وی کاراکتر اصلی فیلم بود، شهرت بیشتری یافت و توانست با بازیگران بزرگی مثل: سیف علی خان (در فیلم Bullett Raja)، آجی دوگان و عمران هاشمی (هر دو در فیلم Baadshaho) همکاری داشته باشد.'
جاموال ابتدا برای نقش Yuvraj Ajay Singh، در فیلم Prem Ratan Dhan Payo انتخاب شده بود که بعداً این نقش به Neil Nitin Mukesh داده شد .

## علایق و فعالیت‌های دیگر
جاموال یک گروه متشکل از چند بدلکار دارد که خود سرپرست گروه است و صحنه‌های اکشن، اجراها و رقص‌های فیلم‌هایش توسط این گروه طراحی می‌شود.
جاموال مربی دفاع شخصی زنان می‌باشد و به تازگی در یکی از دانشگاه‌های مومبای کمپی باز کرده و به دانشجوهای دختر آن دفاع شخصی می‌آموزد.
جاموال گیاه‌خوار است و از گوشت حیوانات تغذیه نمی‌کند.
جاموال در یک سفری به چین رفته و معبد شائولین را از نزدیک دیده‌است.
همچنین وی یک فردی مذهبی و معتقد می‌باشد.

## فیلم‌شناسی
فهرست برخی از فیلم‌هایی که ویدیوت جاموال در آنها به ایفای نقش پرداخته‌است:
- پادشاهان
- تفنگ
- نترس
- آفتاب‌پرست
- گلوله راجا
- کماندو
- کماندو ۲
- جنگل
- کماندو ۳
- جعبه استنلی
- جنگلی
- قدرت
- رفیق
- خداحافظ
- قبل از عروسی
- خشم (sanak)
- خداحافظ ۲
- قدرت
- آی‌بی‌۷۱

## بین هنرمندان برتر رزمی سرتاسر جهان
او در سال ۲۰۱۸ بین ۶ هنرمند برتر رزمی جهان نام برده شد و همچنین در سال ۲۰۲۱، جزو ۱۰ بازیگر رزمی کار برتر جهان شناخته شد که توانایی‌های خاص در اجرای حرکات رزمی دارد.